# حصان طروادة (حاسوب)

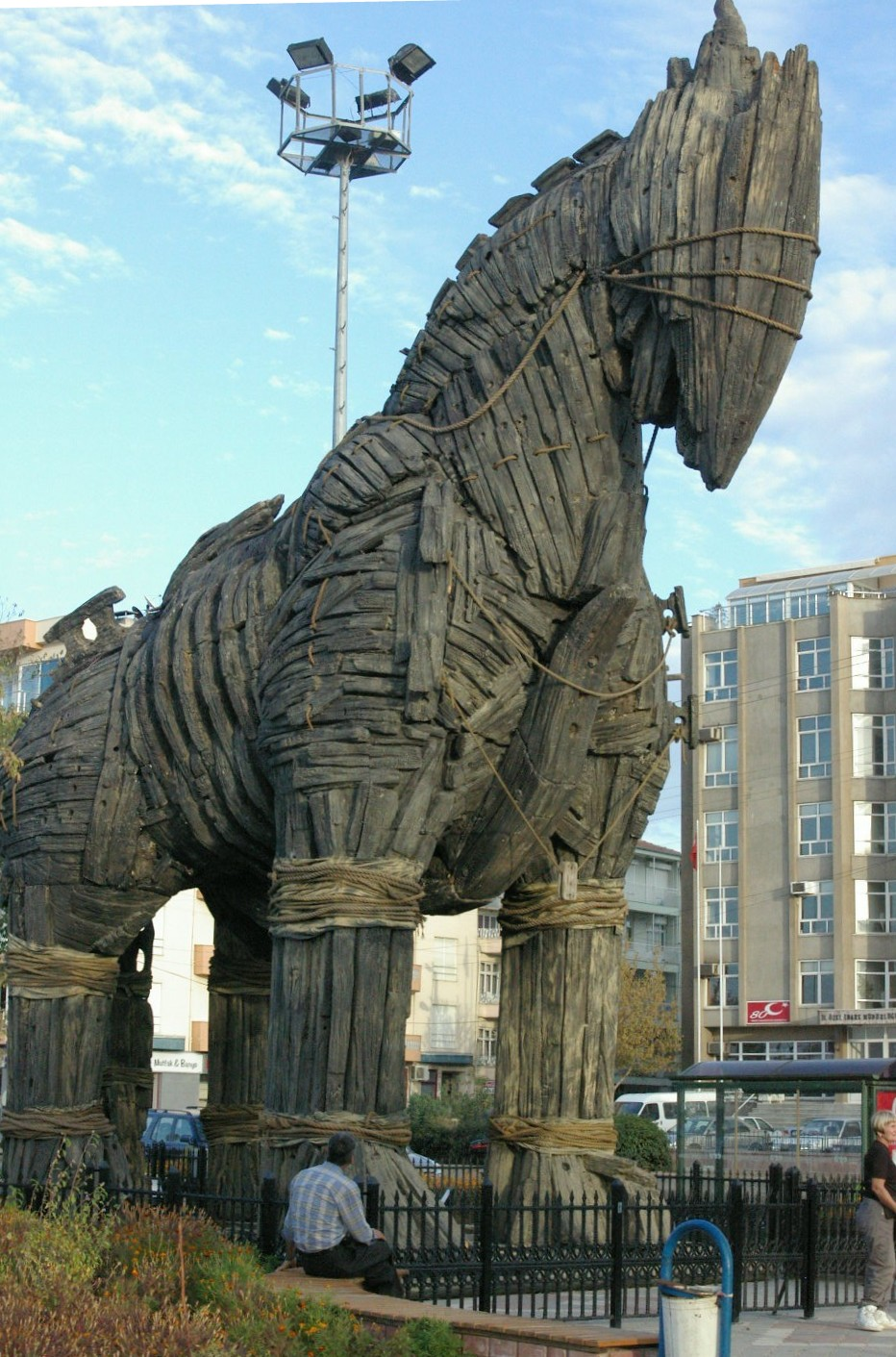
حصان خشبي من العام 2004، موجود حاليا في مدينة شاناكاله التركية، استخدم في تصوير فيلم طروادة

حصان طروادة (بالإنجليزية: Trojan horse)‏، هي شيفرة صغيرة يتم تحميلها مع برنامج رئيسي من البرامج ذات الشعبية العالية، ويقوم ببعض المهام الخفية، غالباً ما تتركز على إضعاف قوى الدفاع لدى الضحية أو اختراق جهازه وسرقة بياناته.
هو نوع من البرمجيات الخبيثة التي لا تتناسخ من تلقاء نفسها والذي يظهر لكي يؤدي وظيفة مرغوب فيها ولكن بدلا من ذلك ينسخ حمولته الخبيثة. وفي كثير من الأحيان يعتمد على الأبواب الخلفية أو الثغرات الأمنية التي تتيح الوصول غير المصرح به إلى الحاسوب أو الجهاز الهدف. وهذه الأبواب الخلفية تميل إلى أن تكون غير مرئية للمستخدمين العاديين. إن أحصنة طروادة لا تحاول حقن نفسها في ملفات أخرى مثل فيروسات الحاسوب. فأحصنة طروادة قد تسرق المعلومات، أو تضر بأنظمة الحاسوب المضيف. وقد تستخدم التنزيلات بواسطة المحركات أو عن طريق تثبيت الألعاب عبر الإنترنت أو التطبيقات القائمة على الإنترنت من أجل الوصول إلى جهاز الحاسوب الهدف. والمصطلح مشتق من قصة حصان طروادة في الأساطير اليونانية لأن أحصنة طروادة تستخدم شكلا من أشكال "الهندسة الاجتماعية"، وتقوم بتقديم نفسها على أنها غير مؤذية، ومفيدة، من أجل إقناع الضحايا لتثبيتها على أجهزة الحاسوب الخاصة بهم.

## سبب التسمية
لتشابه عمل البرنامج مع أسطورة حصان طروادة الخشبي الذي اختبأ به عدد من الجنود اليونانيين وكانوا سببا في فتح مدينة طروادة.

## كيفية حماية الحاسوب من الفيروس
- عدم تحميل برامج أو ملفات غير موثوقة.
- تتبيث برامج مضادة للفيروسات ك Avast أو Avira.
- فحص الملفات التي حملتها باستخدام فايروس توتال.
- اجتنب تحميل أو تثبيت النسخ المقرصنة Cracked Softwares
- عدم الدخول لمواقع ويب غير موثوقة